# 1442
1442 (MCDXLII) je bilo navadno leto, ki se je po julijanskem koledarju začelo na ponedeljek.

## Dogodki
- 1. januar

## Rojstva
- 28. april - Edvard IV., angleški kralj († 1483)

## Smrti
- 19. december - Elizabeta Luksemburška, ogrska, nemška in češka kraljica (* 1409)

Neznan datum
- Al-Makrizi, arabski kronist (* 1364)